# Oribatella trichoptera
Oribatella trichoptera är en kvalsterart som beskrevs av Berlese 1916. Oribatella trichoptera ingår i släktet Oribatella och familjen Oribatellidae. Inga underarter finns listade i Catalogue of Life.